# فایسون (کارولینای شمالی)
فایسون (به انگلیسی: Faison) شهری در ایالت کارولینای شمالی کشور ایالات متحده آمریکا است که جمعیت آن در سرشماری سال ۲۰۱۰ میلادی، ۹۶۱ نفر بوده‌است.